# Аршба, Гванджа Пехович
Гванджа Пехович Аршба (1901 год, село Ткварчели, Сухумский округ, Кутаисская губерния — 25 декабря 1982 года, Ткварчели, Абхазская АССР, Грузинская ССР) — бригадир колхоза имени Берия Очемчирского района, Абхазская АССР, Грузинская ССР. Герой Социалистического Труда (1949).
Старший брат Героя Социалистического Труда Тото Пеховича Аршбы.

## Биография
Родился в 1901 году в крестьянской семье в селе Ткварчели Сухумского округа (сегодня — город).
После окончания местной начальной школы трудился в частном сельском хозяйстве. С начала 1930-х годов принимал активное участие в колхозном движении в Абхазии. В 1938 году был избран председателем одного из местных колхозов. С 1942 года — бригадир полеводческой бригады колхоза имени Берия (с 1953 года — колхоза имени Ленина) Очемчирского района.
За выдающиеся трудовые результаты по итогам 1947 года был награждён Орденом Ленина.
В 1948 году бригада под его руководством собрала в среднем с каждого гектара по 94,9 центнера кукурузы с площади 30 гектаров. Указом Президиума Верховного Совета СССР от 3 мая 1949 года удостоен звания Героя Социалистического Труда за «получение высоких урожаев кукурузы и табака в 1948 года» с вручением ордена Ленина и золотой медали «Серп и Молот» (№ 3544).
Этим же Указом званием Героя Социалистического Труда были награждены председатель колхоза имени Берия Очемчирского района Тото Пехович Аршба и пятеро тружеников колхоза, в том числе бригадиры Сиварна Кидсакович Аршба, Платон Филиппович Убирия и звеньевой Борис Тукович Антия.
Трудился бригадиром в колхозе до выхода на пенсию. Проживал в Ткварчели, где скончался в декабре 1982 года.
Награды
- Герой Социалистического Труда
- Орден Ленина — дважды (21.02.1948; 1949)